# Fabíola Molina
Fabíola Molina, née le 25 mai 1975 à São José dos Campos, est une nageuse brésilienne spécialiste du dos.

## Biographie
Elle obtient sa première récompense internationale lors des Jeux panaméricains de 1995 où elle gagne la médaille de bronze sur le 100 mètres dos.
Aux Championnats pan-pacifiques 2010, elle remporte une médaille de bronze sur le 50 mètres dos à égalité avec deux autres nageuses.